# Патрісіо Альберто Чавес Савала
Патрісіо Альберто Чавес Савала (21 лютого 1967, Кіто, Еквадор) — еквадорський дипломат. Надзвичайний і Повноважний Посол Еквадор а в РФ (з 2007), та за сумісництвом в Україні, в Білорусі, в Молдові і Казахстані, а також в Вірменії і Азербайджані.

## Життєпис
Народився 21 лютого 1967 року в м. Кіто, Еквадор, в родині Едвіна Чавеса Харамільо і Лупі Савала Каберос. Початкову освіту здобув у школі Eugenio Espejo, продовжив в коледжі Sebastián de Betancurt. У 1986 році вирушив до СРСР для навчання на факультеті ремонту автомобілів в Московському автомобільно-дорожньому інституті (МАДІ). У 1990 році, після успішного закінчення і отримання диплома інженера машинобудування, продовжив навчання в магістратурі цього факультету. Одночасно навчався на факультеті іноземних мов МАДГТУ.
Після отримання ступеня магістра техніки і інженерії МАДГТУ і додаткової спеціальності викладача російської мови повернувся на батьківщину, де в 1992—1993 роках працював технічним директором в PROMECYF (Фабрика броньованих автомобілів і оборони).
У 1993—1995 роках був головою Національного управління в сфері промисловості (Сталеві вироби з Еквадору).
У 1996—2003 роках обіймав посаду генерального директора компанії SVETLANROSS: EXPORTOFQUALITYFLOWERS, в 2001—2003 роках — генерального директора компанії SVENTLAN ROSS INTERNATIONAL CARGO AGENCY.
2003 року здобув ступінь магістра управління бізнесом в галузі управління персоналом в результаті навчання на факультеті управління бізнесом Університету Сан-Франциско в м. Кіто, Еквадор (2001—2003 рр.)
У 2004—2006 роках працював генеральним директором компанії SVETLAN ROSS CONSOULTING CIA LTDA, головного консультанта, адміністратора групи розвитку та управління персоналом в об'єднанні «Управління персоналом Департаменту» Адміністрації консалтингових послуг". В цей же період навчався на факультеті права Приватного технічного Університету м. Лоха, Кіто, Еквадор, а також обіймав посаду доцента факультету Управління компаніями Університету Сан-франциско в м. Кіто.
На даний момент проходить навчання в аспірантурі Інституту Латинської Америки РАН на відділенні політології.
У 2003 році, був призначений представником Еквадору в Російсько-Латиноамериканської Асоціації з вищої освіти, а також зайняв пост президента Російсько-латиноамериканського Фонду Еквадору. Він займав ці посади аж до 2007 року, коли був призначений главою дипломатичної місії Еквадору в Росії в ранзі Надзвичайного і Повноважного посла і знову вирушив до РФ, де виконує свої обов'язки по теперішній час.

## Автор праць
- Реструктуризація організаційної поведінки і реалізація нових маркетингових стратегій SVETLANROSSCIA. LTDA.
- «Кому вигідна наша боротьба один проти одного?» Науковий журнал з Соціальної політики Інституту Латинської Америки № 5 (504) 2008.